# Gmax
Gmax is een programma voor het maken van 3D-computervoorwerpen gemaakt door Autodesk.
Het programma was gratis (freeware) beschikbaar. Gmax was bedoeld als speciale versie van 3D Studio MAX, speciaal voor het ontwikkelen van 3D-games. De mogelijkheden van Gmax zijn een stuk minder dan 3D Studio MAX, waar wel voor moet worden betaald. Ook zijn er minder exporteermogelijkheden naar andere 3D-formaten.
Op 6 oktober 2005 heeft Autodesk bekendgemaakt Gmax niet meer als product aan te bieden. Wie wil werken met een vergelijkbaar product wordt aangeraden het volledige 3D Studio MAX te gebruiken.